# 1918 în artă
← 1915 în artă — 1916 în artă — 1917 în artă ——  1918 în artă  —— 1919 în artă — 1920 în artă — 1921 în artă →
1918 în artă implică o serie de evenimente:

## Evenimente

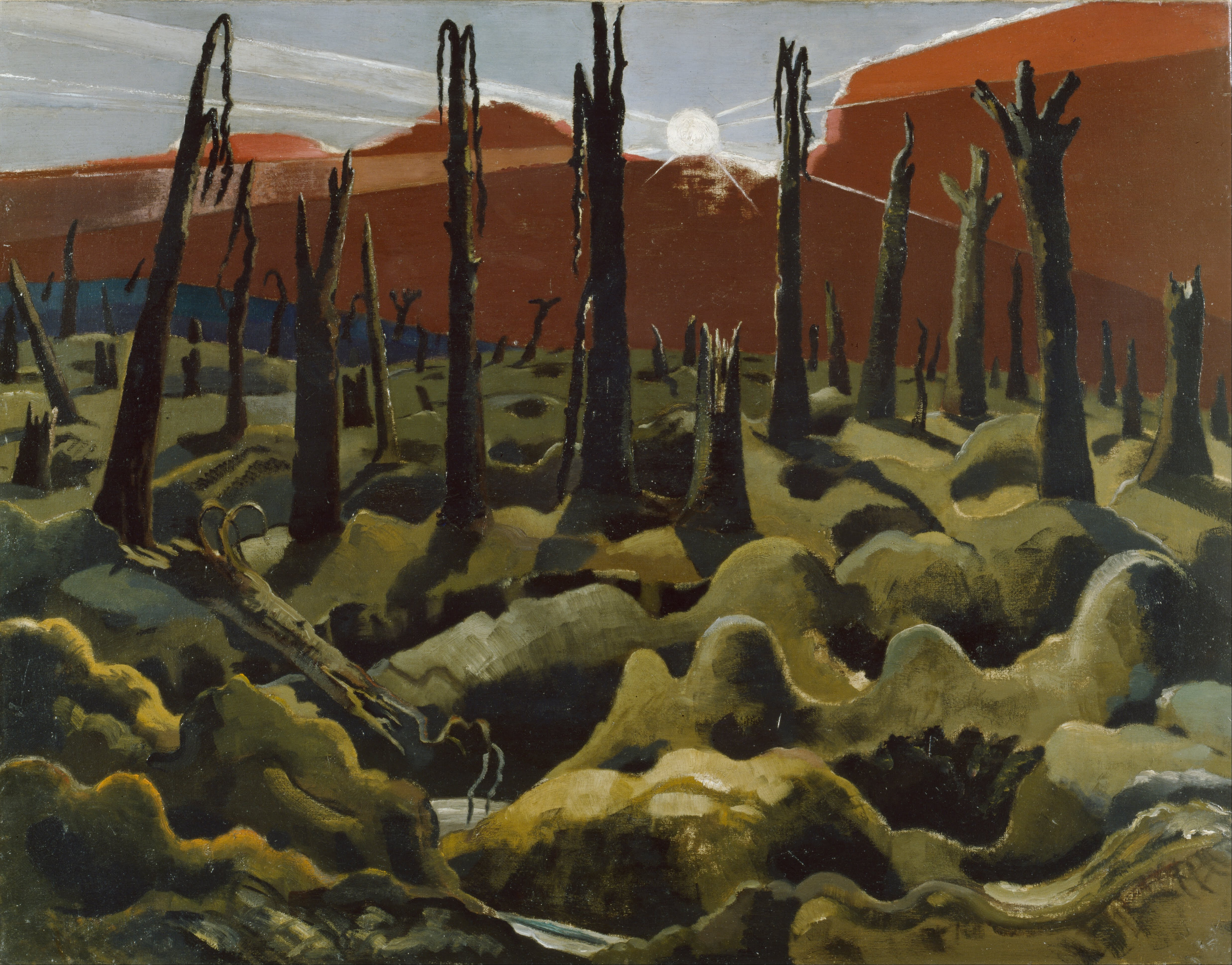
Paul Nash - Pictura manifest, Realizăm o lume nouă (We Are Making a New World) — 1918 - dimensiuni, înălțime - 7,11 m x lungime - 9,14 m

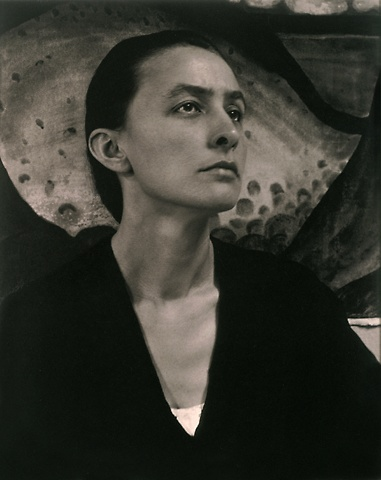
Georgia O'Keeffe de Alfred Stieglitz

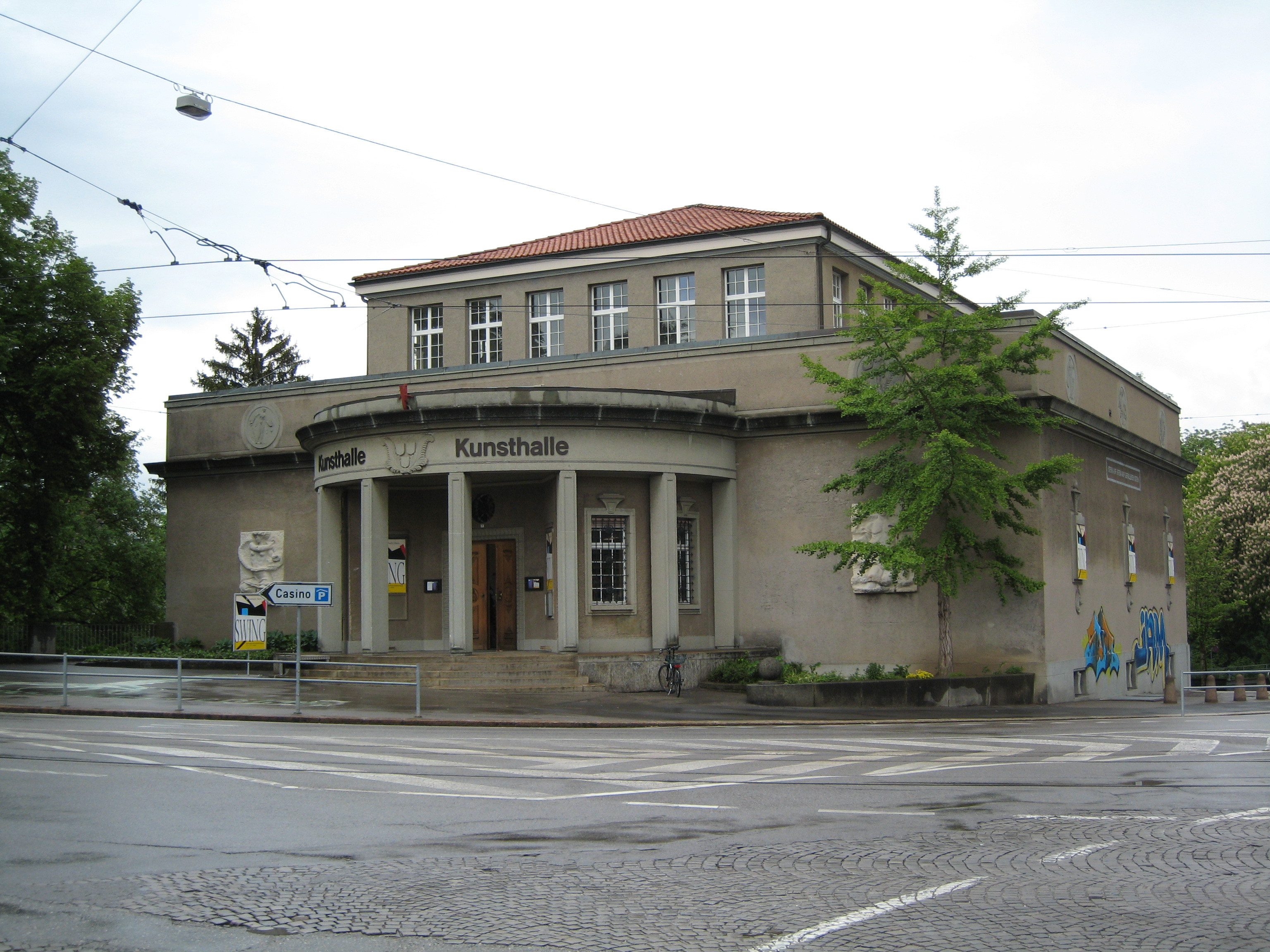
Kunsthalle Bern, clădire construită, între 1917 și 1918, special pentru a găzdui expoziții

### Evenimente artistice oriunde
- Februarie – Un comitet național, numit Comitetul britanic al memorialelor de război (în original, British War Memorials Committee) este format ca să comande lucrări de artă dedicate Primului Război Mondial, incluzând niciodată-realizatul Monumentul aducerii aminte (Hall of Remembrance).
- 16 februarie – Prima expoziție de artist, al lui Joan Miró, se deschide la Galeriile Dalmau din Barcelona. Din păcate, opera lui este ridiculizată, marginalizată și degradată.[1]
- Martie – Artistul plastic englez C. R. W. Nevinson, unul din cei mai cunoscuți artiști vizuali britanici ai Primului Război Mondial, deschide o expoziție la Leicester Galleries din Londra. Pictura sa de război Căile gloriei (în original, Paths of Glory), condamnată de un cenzor al Armatei Britanice, pentru clara reprezentare a soldaților britanici decedați, este prezentată de artist având o bandă de hârtie maro, plasată de-a lungul trupurilor decedaților, având inscripția Cenzurat. „Povestea” a declanșat un scandal, iar publicul vizitator nu a putut vedea originalul întrucât în locul acelei picturi a fost plasată o mai veche pictură a lui Nevinson, înfățișând un tanc răsturnat.
- Mai – Stanley Spencer, un soldat din British Army, este numit oficial ca artist de război. O altă numire, similară, este făcută pentru soldatul australian, Frank R. Crozier.
- 3 mai – Expoziția maiorului William Orpen, intitulată Razboi (War) se deschide în Londra. Artistul donează toate picturile din expoziție guvernului britanic. Va fi numit Cavaler al Imperiului Britanic în iunie, același 1918.
- 11 mai  – Expoziția complexului artist vizual Paul Nash, intitulată Vidul războiului (The Void of War) se deschide la Leicester Galleries din Londra.
- 18 iunie – Pablo Picasso se căsătorește cu Olga Koklova.
- Iunie – Fotograful american Alfred Stieglitz începe o serie de fotografii a artistei plastice Georgia O'Keeffe, care îi deveni, mai târziu, soție.
- 15 octombrie – Se deschide clădirea și sala de expoziții Kunsthalle Bern (lucrările au fost executate între 1917 și 1918).
- 3 noiembrie – Monumentul dedicat lui Robespierre, Monumentul lui Robespierre (Moscova) din Moscova, designat de Beatrice Iurievna Sandomierz, este dezvelit. Va colapsa într-o grămadă de moloz doar peste patru zile. Fiind executat la nivel sub-standard și din beton de proastă calitate, va „rezista” până în noaptea dinspre 6 și 7 noiembrie. Dimineața îl va găsi „praf și pulbere.” Încercările penibile a unor cotidiene, precum Znamya Trudovoi Kommuny de a prezenta dezastrul ca „munca de distrugere a unor criminali contra-revoluționari” va fi spulberată de ziarul Izvestia, care a dedicat un articol corect despre adevăratele cauze ale colapsului.[2]
- 7 noiembrie - 14 decembrie – Pictorul britanic Colin Gill, care fusese soldat pe Frontul de vest în Primul Război Mondial, se reîntoarce în Franța pentru a lucra pentru British War Memorials Committee.
- 3 decembrie – Gruparea expresionstă a arhitecților și artiștilor plastici germani numită Grupul noiembrie (conform originalului, Novembergruppe) este fondată în Germania. La scurt timp, va fuziona cu uniunea arhitecților, pictorilor, sculptorilor și a scriitorilor de artă, Arbeitsrat für Kunst .[3]
- În  Statele Unite ale Americii, la Denver, statul  Colorado, Denver Art Museum își deschide primele sale galerii.
- Artistul platic flamand Frans Masereel publică „romanul fără cuvinte,” dar conținând 25 de gravuri în lemn, cunoscut după titlul său din limba franceză, 25 de imagini ale pasiunii unui om — 25 images de la passion d'un homme.

## Galerie (lucrări din 1918)

Lucrări reprezentative
1918 – Guillaume Apollinaire - Caligrame (în franceză Calligrammes)
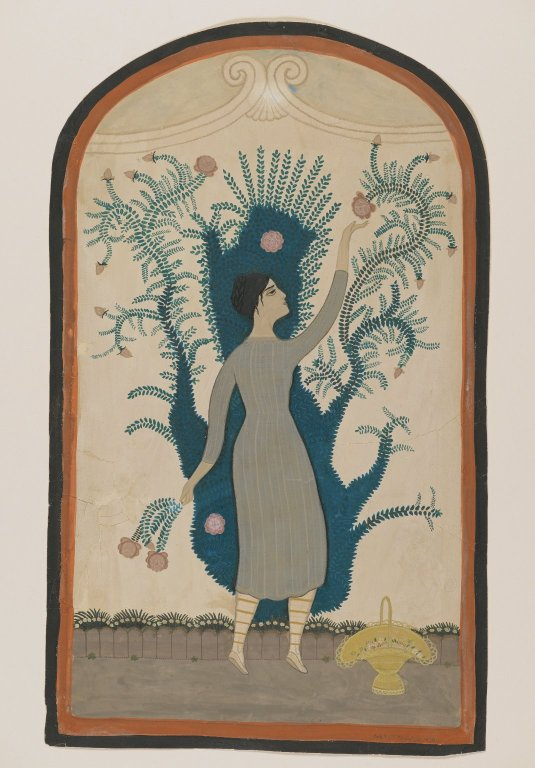
1918 – Adolfo Best Maugard (1891 – 1964) Neintitulată - Femeie stând în picioare întinzându-se după o floare - (în engleză Untitled (Standing Woman Reaching for a Flower)) - lucrare aflată la Brooklyn Museum